# Langues en Slovaquie
Les langues en Slovaquie sont le slovaque, langue officielle de la Slovaquie qui fait partie du groupe slave occidental, et les neuf langues minoritaires reconnues qui sont en ordre décroissant du nombre de locuteurs, le hongrois, le romani des Carpates parlé par les Roms, le tchèque parlé par les Tchèques et les Moraves, le ruthène et l'ukrainien, l'allemand (0,1 %), le croate (0,1 %), le polonais (0,05 %) et le bulgare (0,02 %) ; les Juifs (0,06 %) sont également reconnus comme minorité mais se distinguent par la religion et non par la langue.

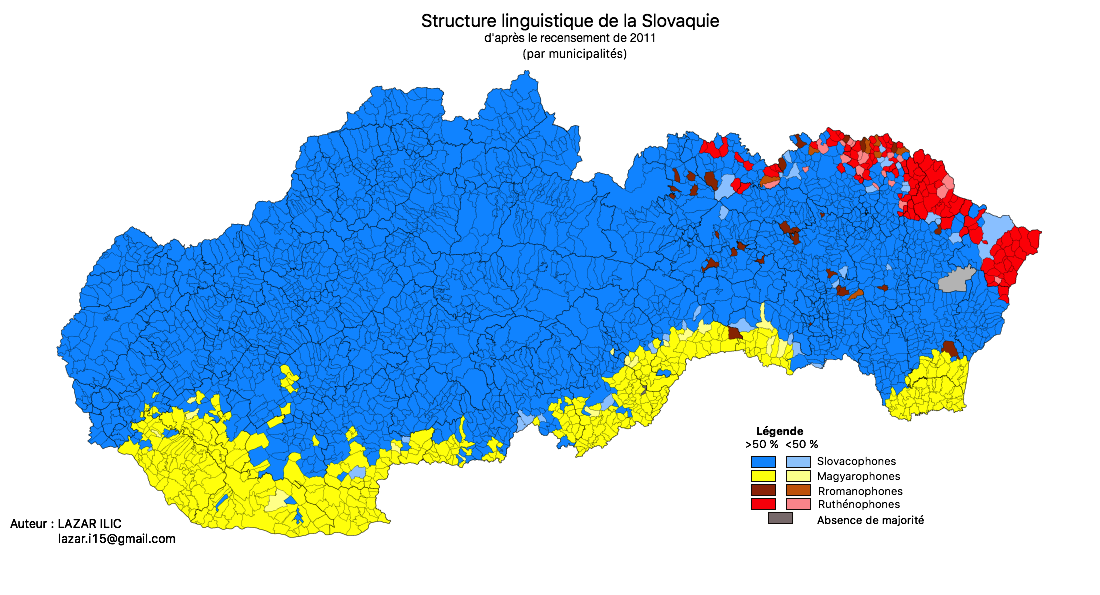
Langues majoritaires par commune en Slovaquie (2011)

## Description et statuts
Le slovaque, proche du tchèque, présente trois principaux dialectes. Il fut codifié par Anton Bernolák en 1787 (Bernolák se basa sur le dialecte slovaque occidental pour codifier la première langue littéraire slovaque), et Ľudovít Štúr, qui se basa sur le dialecte central en 1843. Il est la langue officielle du pays.
La Slovaquie suit une tradition jacobine selon laquelle, pour assurer l'égalité des chances, tous les citoyens doivent connaître la langue nationale et l'utiliser dans l'espace public. Une loi contestée, adoptée par le parlement slovaque en juillet 2009, prévoit des sanctions, allant jusqu'à 5 000 euros d'amende, pour l'utilisation de la langue d'une minorité dans les services publics. Néanmoins, les communes dont une minorité linguistique représente plus de 20 % des habitants bénéficient d'une signalisation bilingue.

## Langues étrangères les plus étudiées
Les langues étrangères les plus étudiées en pourcentage d’élèves qui les apprennent dans l’enseignement secondaire inférieur (CITE 2) en 2009/2010 sont les suivantes, :
| # |
| - |
| 1 |
| 2 |
| 3 |
| 4 |
| - |

| Langue   | %      |
| -------- | ------ |
| Anglais  | 83,0 % |
| Allemand | 37,6 % |
| Russe    | 8,3 %  |
| Français | 2,2 %  |
| Espagnol | 0,5 %  |

Les langues étrangères les plus étudiées en pourcentage d’élèves qui les apprennent dans l’enseignement secondaire supérieur (CITE 3) d’orientation générale et préprofessionnelle/professionnelle en 2009/2010 sont les suivantes :
| # |
| - |
| 1 |
| 2 |
| 3 |
| 4 |
| - |

| Langue   | %      |
| -------- | ------ |
| Anglais  | 85,2 % |
| Allemand | 60,4 % |
| Russe    | 8,1 %  |
| Français | 7,5 %  |
| Espagnol | 2,9 %  |

Les pourcentages d'élèves étudiant l'anglais, le français, l'allemand, l'espagnol et le russe dans l’enseignement secondaire supérieur (niveau CITE 3) d’orientation générale en 2009/2010 sont les suivants :
| # |
| - |
| - |
| - |
| - |
| - |
| - |

| Langue   | %      |
| -------- | ------ |
| Anglais  | 98,5 % |
| Allemand | 64,8 % |
| Français | 16,4 % |
| Russe    | 8,2 %  |
| Espagnol | 7,9 %  |

Les pourcentages d'élèves étudiant l'anglais, le français, l'allemand, l'espagnol et le russe dans l’enseignement secondaire supérieur (niveau CITE 3) d’orientation préprofessionnelle/professionnelle en 2009/2010 sont les suivants :
| # |
| - |
| - |
| - |
| - |
| - |
| - |

| Langue   | %      |
| -------- | ------ |
| Anglais  | 79,6 % |
| Allemand | 58,5 % |
| Russe    | 8,1 %  |
| Français | 3,7 %  |
| Espagnol | 0,8 %  |